# Палата Лувр
Палата Лувр (фр. Palais du Louvre) је зачета изградњом тврђаве у касном 12. веку у време владавине Филипа II. Остаци тврђаве су видљиви у подруму музеја. Ова грађевина је више пута проширивана и тако се формирала Палата Лувр која је служила као француски двор. Палата Лувр има 3 крила: Ришеље, Виши и Денон.
Године 1682. Луј XIV је одабрао дворац у Версају као своју резиденцију, док је Лувр остао место где је била изложена краљевска колекција уметничких предмета. Од 1692. ту је смештена збирка античких скулптура. Исте године у Лувру је почела да ради Краљевска академија сликарства и скулптуре (Académie Royale de Peinture et de Sculpture). На доградњи Лувра је радило више значајних архитеката (Леско, Ди Серсо, Лемерсје, Ле Во, Перо, Висконти, Гужон и др). За време Француске револуције Национална скупштина Француске је 1791. одредила да Палата Лувр треба да служи као музеј у коме ће се излагати национална ремек дела.
Музеј је отворен 10. августа 1793. када је изложено 537 слика, од којих је већина припадала конфискованој краљевској и црквеној имовини. Због структурних проблема грађевине Лувра музеј је био затворен од 1796. до 1801. Под Наполеоном колекције су знатно увећане и сам музеј је добио његово име (Musée Napoléon). После Наполеоновог пораза код Ватерлоа многа опљачкана дела су враћена претходним власницима. Колекција је обогаћена у време владавине Луја XVIII и Шарла X, док је током Другог француског царства музеј добио око 20.000 нових експоната. Након тога збирке су се стално обогаћивале донацијама и поклонима. Од 2008. колекције су подељене у 8 кустоских одељења: египатске старине, блискоисточне старине, грчке, етрурске и римске старине, исламска уметност, скулптура, декоративне уметности, сликарство, графике и цртежи.